# Donzenac
Donzenac település Franciaországban, Corrèze megyében. Lakosainak száma 2714 fő (2022. január 1.). Donzenac Allassac, Sadroc, Sainte-Féréole, Saint-Viance és Ussac községekkel határos.

## Népesség
A település népességének változása:
| Lakosok száma | 1884 | 1908 | 2050 | 2359 | 2602 | 2638 | 2651 | 2678 | 2691 | 2714 |
|               | 1968 | 1982 | 1990 | 2006 | 2013 | 2015 | 2017 | 2019 | 2020 | 2022 |